# Dudinka
Dudinka (ruski: Дудинка) je grad u Krasnojarskom kraju u Rusiji. Upravno je središte Tajmirskog autonomnog okruga. Nalazi se na desnoj obali rijeke Jeniseja. 2021 km je udaljena od Krasnojarska. Nalazi se na 69° 29' sjeverne zemljopisne širine i 86° 17' istočne zemljopisne dužine.
Luka je u donjem toku rijeke Jenisej, pristupačna morskim brodovima. Luka Dudinka je najveća u Sibiru.
U Dudinki se obrađuje i šalje teret za Noriljske tvornice, i dostavlja neželjezne kovine, ugljen i rude.
1969. godine, postavljen je plinovod Mesojaha-Dudinka-Noriljsk.
2001. godine, Dudinka je proglašena zatvorenim gradom, u smislu da je putovanje ograničeno za inozemce, a od tuzemnih posjetitelja se traže putne dozvole.
Broj stanovnika: 25.300 (2002.). 
Dudinka je osnovana 1667. kao zimsko naselje. Status grada ima od 1951. godine.
Elektrificirana željeznička pruga ju povezuje s Noriljskom, udaljenim 96 km, i zračnom lukom Aljikelj, udaljenom 40 km.
Vremenska zona: Moskovsko vrijeme+4